# Saison 2012 de l'équipe cycliste Katusha
La saison 2012 de l'équipe cycliste Katusha est la quatrième de cette équipe.

## Préparation de la saison 2012

### Arrivées et départs
| Arrivées           | Équipe 2011             |
| ------------------ | ----------------------- |
| Maxim Belkov       | Vacansoleil-DCM         |
| Xavier Florencio   | Geox-TMC                |
| Óscar Freire       | Rabobank                |
| Marco Haller       | Adria Mobil             |
| Alexandr Kolobnev  | retour de suspension    |
| Alexander Kristoff | BMC Racing              |
| Timofey Kritskiy   | Itera-Katusha           |
| Denis Menchov      | Geox-TMC                |
| Rüdiger Selig      | Jenatec                 |
| Gatis Smukulis     | HTC-Highroad            |
| Simon Špilak       | Lampre-ISD              |
| Alexey Tsatevitch  | Itera-Katusha           |
| Ángel Vicioso      | Androni Giocattoli-CIPI |

| Départs             | Équipe 2012                   |
| ------------------- | ----------------------------- |
| Arkimedes Arguelyes | RusVelo                       |
| Danilo Di Luca      | Acqua & Sapone                |
| Leif Hoste          | Accent Jobs-Willems Veranda's |
| Sergueï Ivanov      | retraite                      |
| Vladimir Karpets    | Movistar                      |
| Alexander Mironov   | RusVelo                       |
| Artem Ovechkin      | RusVelo                       |
| Alexandr Pliuschin  | Leopard-Trek Continental      |
| Filippo Pozzato     | Farnese Vini-Selle Italia     |
| Egor Silin          | Astana                        |
| Nikolay Trusov      | RusVelo                       |
| Stijn Vandenbergh   | Omega Pharma-Quick Step       |

## Coureurs et encadrement technique

### Effectif
| Cycliste               | Date de naissance | Nationalité | Équipe 2011             |
| ---------------------- | ----------------- | ----------- | ----------------------- |
| Maxim Belkov           | 9 janvier 1985    | Russie      | Vacansoleil-DCM         |
| Pavel Brutt            | 29 janvier 1982   | Russie      | Katusha                 |
| Giampaolo Caruso       | 15 août 1980      | Italie      | Katusha                 |
| Xavier Florencio       | 26 décembre 1979  | Espagne     | Geox-TMC                |
| Óscar Freire           | 15 février 1976   | Espagne     | Rabobank                |
| Denis Galimzyanov,     | 7 mars 1987       | Russie      | Katusha                 |
| Vladimir Gusev         | 4 juillet 1982    | Russie      | Katusha                 |
| Marco Haller           | 1er avril 1991    | Autriche    | Adria Mobil             |
| Joan Horrach           | 27 mars 1974      | Espagne     | Katusha                 |
| Petr Ignatenko         | 27 septembre 1987 | Russie      | Katusha                 |
| Mikhail Ignatiev       | 7 mai 1985        | Russie      | Katusha                 |
| Vladimir Isaychev      | 21 avril 1986     | Russie      | Katusha                 |
| Alexandr Kolobnev,     | 4 mai 1981        | Russie      | Katusha                 |
| Alexander Kristoff     | 5 juillet 1987    | Norvège     | BMC Racing              |
| Timofey Kritskiy       | 24 janvier 1987   | Russie      | Itera-Katusha           |
| Aliaksandr Kuschynski  | 27 octobre 1979   | Biélorussie | Katusha                 |
| Alberto Losada         | 28 février 1982   | Espagne     | Katusha                 |
| Denis Menchov          | 25 janvier 1978   | Russie      | Geox-TMC                |
| Daniel Moreno          | 5 septembre 1981  | Espagne     | Katusha                 |
| Luca Paolini           | 17 janvier 1977   | Italie      | Katusha                 |
| Alexander Porsev       | 21 février 1986   | Russie      | Katusha                 |
| Joaquim Rodríguez      | 12 mai 1979       | Espagne     | Katusha                 |
| Rüdiger Selig          | 19 février 1989   | Allemagne   | Jenatec                 |
| Gatis Smukulis         | 15 avril 1987     | Lettonie    | HTC-Highroad            |
| Simon Špilak           | 23 juin 1986      | Slovénie    | Lampre-ISD              |
| Yury Trofimov          | 26 janvier 1984   | Russie      | Katusha                 |
| Alexey Tsatevitch      | 5 juillet 1989    | Russie      | Itera-Katusha           |
| Maxime Vantomme        | 8 mars 1986       | Belgique    | Katusha                 |
| Ángel Vicioso          | 13 avril 1977     | Espagne     | Androni Giocattoli-CIPI |
| Eduard Vorganov        | 7 décembre 1982   | Russie      | Katusha                 |
| Stagiaire              | Date de naissance | Nationalité | Équipe 2012             |
| Viatcheslav Kouznetsov | 24 juin 1989      | Russie      | Itera-Katusha           |
| Anton Vorobyev         | 12 octobre 1990   | Russie      | Itera-Katusha           |
| Ilnur Zakarin          | 15 septembre 1989 | Russie      | Itera-Katusha           |

## Bilan de la saison

### Victoires
| Date       | Course                                      | Pays      | Classe | Vainqueur          |
| ---------- | ------------------------------------------- | --------- | ------ | ------------------ |
| 20/01/2012 | 4e étape du Tour Down Under                 | Australie | WT     | Óscar Freire       |
| 22/02/2012 | 3e étape du Tour d'Andalousie               | Espagne   | 2.1    | Óscar Freire       |
| 23/02/2012 | 4e étape du Tour d'Andalousie               | Espagne   | 2.1    | Daniel Moreno      |
| 12/03/2012 | 6e étape de Tirreno-Adriatico               | Italie    | WT     | Joaquim Rodríguez  |
| 29/03/2012 | 3ea étape des Trois Jours de La Panne       | Belgique  | 2.HC   | Alexander Kristoff |
| 31/03/2012 | Volta Limburg Classic                       | Pays-Bas  | 1.1    | Pavel Brutt        |
| 31/03/2012 | Grand Prix Miguel Indurain                  | Espagne   | 1.HC   | Daniel Moreno      |
| 05/04/2012 | 4e étape du Tour du Pays basque             | Espagne   | WT     | Joaquim Rodríguez  |
| 06/04/2012 | 5e étape du Tour du Pays basque             | Espagne   | WT     | Joaquim Rodríguez  |
| 18/04/2012 | Flèche wallonne                             | Belgique  | WT     | Joaquim Rodríguez  |
| 15/05/2012 | 10e étape du Tour d'Italie                  | Italie    | WT     | Joaquim Rodríguez  |
| 23/05/2012 | 17e étape du Tour d'Italie                  | Italie    | WT     | Joaquim Rodríguez  |
| 05/06/2012 | 2e étape du Critérium du Dauphiné           | France    | WT     | Daniel Moreno      |
| 10/06/2012 | 7e étape du Critérium du Dauphiné           | France    | WT     | Daniel Moreno      |
| 13/06/2012 | 5e étape du Tour de Suisse                  | Suisse    | WT     | Vladimir Isaychev  |
| 21/06/2012 | Championnat de Lettonie du contre-la-montre | Lettonie  | CN     | Gatis Smukulis     |
| 22/06/2012 | Championnat de Russie du contre-la-montre   | Russie    | CN     | Denis Menchov      |
| 24/06/2012 | Championnat de Russie sur route             | Russie    | CN     | Eduard Vorganov    |
| 01/08/2012 | 1re étape du Tour de Burgos                 | Espagne   | 2.HC   | Daniel Moreno      |
| 02/08/2012 | 2e étape du Tour de Burgos                  | Espagne   | 2.HC   | Daniel Moreno      |
| 05/08/2012 | Classement général du Tour de Burgos        | Espagne   | 2.HC   | Daniel Moreno      |
| 23/08/2012 | 6e étape du Tour d'Espagne                  | Espagne   | WT     | Joaquim Rodríguez  |
| 25/08/2012 | 4e étape du Tour du Danemark                | Danemark  | 2.HC   | Alexander Kristoff |
| 30/08/2012 | 12e étape du Tour d'Espagne                 | Espagne   | WT     | Joaquim Rodríguez  |
| 01/09/2012 | 14e étape du Tour d'Espagne                 | Espagne   | WT     | Joaquim Rodríguez  |
| 08/09/2012 | 20e étape du Tour d'Espagne                 | Espagne   | WT     | Denis Menchov      |
| 29/09/2012 | Tour de Lombardie                           | Italie    | WT     | Joaquim Rodríguez  |
| 12/10/2012 | 4e étape du Tour de Pékin                   | Chine     | WT     | Marco Haller       |

### Victoire de Denis Galimzyanov retirée
| Date       | Course                            | Pays   | Classe | Vainqueur         |
| ---------- | --------------------------------- | ------ | ------ | ----------------- |
| 03/04/2012 | 1re étape du Circuit de la Sarthe | France | 2.1    | Denis Galimzyanov |

### Résultats sur les courses majeures
Les tableaux suivants représentent les résultats de l'équipe dans les principales courses du calendrier international (les cinq classiques majeures et les trois grands tours). Pour chaque épreuve est indiqué le meilleur coureur de l'équipe, son classement ainsi que les accessits glanés par Katusha sur les courses de trois semaines.

#### Classiques
| Classique            | Milan-San Remo    | Tour des Flandres | Paris-Roubaix      | Liège-Bastogne-Liège | Tour de Lombardie       |
| -------------------- | ----------------- | ----------------- | ------------------ | -------------------- | ----------------------- |
| Coureur (classement) | Óscar Freire (7e) | Luca Paolini (7e) | Luca Paolini (11e) | Daniel Moreno (13e)  | Joaquim Rodríguez (1er) |

#### Grands tours
| Grand tour           | Tour d'Italie                                                     | Tour de France      | Tour d'Espagne                                                |
| -------------------- | ----------------------------------------------------------------- | ------------------- | ------------------------------------------------------------- |
| Coureur (classement) | Joaquim Rodríguez (2e)                                            | Denis Menchov (15e) | Joaquim Rodríguez (3e)                                        |
| Accessits            | 2 victoires d'étapes et classement par points (Joaquim Rodríguez) | -                   | 4 victoires d'étapes (Joaquim Rodríguez (3) et Denis Menchov) |

### Classement UCI
L'équipe Katusha termine à la deuxième place du World Tour avec 1 273 points. Ce total est obtenu par l'addition des 100 points amenés par la 7e place du championnat du monde du contre-la-montre par équipes et des points des cinq meilleurs coureurs de l'équipe au classement individuel que sont Joaquim Rodríguez, 1er avec 692 points, Óscar Freire, 25e avec 181 points, Alexandr Kolobnev, 47e avec 110 points, Daniel Moreno, 51e avec 104 points, et Simon Špilak, 61e avec 86 points,.
| Rang | Coureur            | Points |
| ---- | ------------------ | ------ |
| 1    | Joaquim Rodríguez  | 692    |
| 25   | Óscar Freire       | 181    |
| 47   | Alexandr Kolobnev  | 110    |
| 51   | Daniel Moreno      | 104    |
| 61   | Simon Špilak       | 86     |
| 66   | Luca Paolini       | 78     |
| 97   | Denis Menchov      | 36     |
| 156  | Eduard Vorganov    | 10     |
| 161  | Alexander Kristoff | 9      |
| 164  | Xavier Florencio   | 8      |
| 179  | Vladimir Isaychev  | 6      |
| 181  | Marco Haller       | 6      |
| 188  | Ángel Vicioso      | 4      |
| 191  | Alberto Losada     | 4      |
| 231  | Giampaolo Caruso   | 1      |
| 242  | Alexander Porsev   | 1      |